# Jan Blok (gitarist)
Johannes Carolus (Jan) Blok (Amsterdam, 6 augustus 1923 – aldaar, 30 november 1995) was een Nederlands gitarist.
Zijn gitaar kreeg hij van zijn moeder; hij kreeg geen opleiding maar haalde de grepen uit gitaarboekjes. Hij liet zich daarbij beïnvloeden door Django Reinhardt en Charlie Christian. Zijn debuut vond plaats aan zijn Hogere Burgerschool. Aanvullend speelde hij overal en nergens, onder andere bij Piet van Dijk, maar na de Tweede Wereldoorlog wil hij stoppen. Hij ging werken bij de KLM waar hij zijn vrouw, een stewardess, ontmoette. Na een concertreis met Pia Beck kreeg de gitaar hem weer te pakken. Wim Ibo en Cor Lemaire schakelden hem in voor Familie Doorsnee.
Zo werd Blok gitarist binnen het genre kleinkunst en cabaret. In die hoedanigheid begeleidde hij Wim Sonneveld, Toon Hermans, Seth Gaaikema en Herman Emmink. Andere artiesten waarmee hij heeft samengewerkt zijn Gerry van der Kleij, Nelly Frijda, Jasperina de Jong, Hetty Blok, Adele Bloemendaal, Jetty Paerl, Annet Nieuwenhuyzen, Ton van Duinhoven, Purper. In 1993 werd Jan Blok voor zijn zeventigste verjaardag door zijn collegae onder leiding van Gerrit den Braber getrakteerd op een avond in het Nieuwe de la Mar. Jan Blok zat veertig jaar "in het vak" waarvan vijftien jaar bij Sonneveld. Tijdens de feestavond reikte Wim Sonneveld en zijn partner Friso Wiegersma hem een gouden Wim Sonneveld-penning uit. Ook bij Gaaikema speelde hij meer dan vijftien jaar.
Karakteristiek voor zijn spel waren de vele arpeggios. Jans vrouw Carla Meijer (1940-2014) trad op als kleedster, begeleidster en souffleur van onder meer Jasperina de Jong. 
Hij overleed na een lang ziektebed in een Amsterdams ziekenhuis. Jan en Carla Blok zijn begraven op Zorgvlied.
- Gemeinsame Normdatei: 116669674X
- International Standard Name Identifier: 0000 0004 4468 3800
- MusicBrainz: a9375a78-a7d4-491d-b0d3-95c02331ce41
- Virtual International Authority File: 27256234
- WorldCat: E39PBJk8VxGvdbwWTx8W8pTCQq